# USS LST-1133
O USS LST-1133 foi um navio de guerra norte-americano da classe LST que operou durante a Segunda Guerra Mundial.